# Асратян Езрас Асратович
Езрас Асратович Асратян (*31 травня 1903, Мецик) — радянський фізіолог, член-кореспондент АН СРСР (з 1939), академік АН Вірменської РСР (з 1947).
Член КПРС з 1929.
Народився в с. Мецику (Турецька Вірменія). Закінчив Єреванський університет, після чого працював у лабораторії І. П. Павлова.

## Праці
Праці Асратяна присвячені вивченню вищої нервової діяльності, еволюційній теорії пластичності нервової системи, травматичному шоку, філософським проблемам біології тощо.